# Грицово (деревня)
Грицово — деревня в Тульской области России.
В рамках административно-территориального устройства входит в состав Прохоровского сельского округа Новомосковского района, в рамках организации местного самоуправления включается в муниципальное образование город Новомосковск со статусом городского округа.

## География
Расположена на реке Шат, у северной окраины города Новомосковска.
На востоке примыкает к деревне Прохоровка.

## Население
| 2002 | 2010 |
| ---- | ---- |
| 255  | ↘188 |